# Hertz (Einheit)
Das Hertz (Einheitenzeichen: Hz) ist die SI-Einheit der Frequenz. Sie gibt die Anzahl sich wiederholender Vorgänge pro Sekunde in einem periodischen Signal an. Die Einheit wurde 1930 nach dem deutschen Physiker Heinrich Hertz benannt.

## Geschichte
Die Einheit, benannt nach Heinrich Hertz, wurde 1930 vom „technischen Komitee für elektrische und magnetische Größen und Einheiten“ der International Electrotechnical Commission (IEC) vorgeschlagen und 1935 im Rahmen des „Giorgi-Einheitensystems“ bzw. MKS-Einheitensystems eingeführt. Auf der 9. Generalkonferenz für Maß und Gewicht (CGPM) von 1948 wurde das Hertz in der Liste der Einheiten aufgeführt und ist seit der Schaffung des Internationalen Einheitensystems (SI) im Jahr 1960 Teil dieses Systems.

## Verwendung

Lichtblitze mit der Frequenz, und. x Hz bedeutet, dass das Licht x-mal pro Sekunde blinkt. Daneben ist die Periode angegeben, welche als Kehrwert der Frequenz definiert ist und die Zeitdauer zwischen zwei Lichtblitzen angibt (in Sekunden).

Trotz der Definition ist die Verwendung der Einheit nicht auf periodische Schwingungen beschränkt. Auch sich regelmäßig wiederholende Ereignisse, wie die Häufigkeit, mit der ein Computer Sicherungskopien von Dateien anlegt oder Steuerungsbefehle erteilt, lässt sich in der Einheit Hertz angeben (Taktfrequenz). Weiterhin wird sie für die Skalierung einer Koordinatenachse im Frequenzraum verwendet, beispielsweise bei einem Absorptionsspektrum oder einem Wellenpaket in der Quantenmechanik.
Die Einheit Hertz soll dagegen nicht für die Angabe von statistisch gemittelten Häufigkeiten zufälliger Prozesse oder für die Angabe einer Winkelgeschwindigkeit oder Kreisfrequenz verwendet werden. Auch wenn diese Größen die gleiche Dimension besitzen und sie daher alle in der Einheit 1/s angegeben werden können, dient der Gebrauch unterschiedlicher Einheiten dazu, die Unterschiede der Größen zu betonen. Für radioaktiven Zerfall (Aktivität) wird die Einheit Becquerel verwendet, die ebenfalls als 1/s definiert ist, für Winkelgeschwindigkeit die Einheit rad/s.

## Gebräuchliche dezimale Vielfache
Die Einheit Hz wird häufig mit folgenden Präfixen verwendet:
| Einheit   | Einheit | Faktor  | Anmerkung |
| --------- | ------- | ------- | --- |
| Kilohertz | kHz     | 103 Hz  | Tausend Zyklen pro Sekunde. Sehr hohe Töne liegen im Bereich einiger kHz bis 20 kHz. |
| Megahertz | MHz     | 106 Hz  | Eine Million Zyklen pro Sekunde. UKW-Rundfunksender senden elektromagnetische Wellen im Bereich um 100 MHz. |
| Gigahertz | GHz     | 109 Hz  | Eine Milliarde Zyklen pro Sekunde. Prozessoren und Arbeitsspeicher moderner Computer und Smartphones arbeiten mit Taktfrequenzen im Bereich von 1–6 GHz. Im Mikrowellenherd wird Wasser mit einem Wechselfeld von etwa 2 GHz erwärmt. |
| Terahertz | THz     | 1012 Hz | Eine Billion Zyklen pro Sekunde. Sichtbare elektromagnetische Wellen (Licht) haben Frequenzen im Bereich von 400–790 THz. Siehe auch Terahertzstrahlung.                                                                              |
| Petahertz | PHz     | 1015 Hz | Eine Billiarde Zyklen pro Sekunde. Röntgenstrahlung liegt in diesem Bereich. |
| Exahertz  | EHz     | 1018 Hz | Eine Trillion Zyklen pro Sekunde. Gammastrahlung liegt in diesem Bereich. |

## Beispiele
Eine Auswahl verschiedener Phänomene unterschiedlicher Frequenzen befindet sich in der Liste von Größenordnungen der Frequenz.

### Elektromagnetische Wellen
Elektromagnetische Wellen breiten sich im freien Raum mit Lichtgeschwindigkeit aus. Eine Welle mit einer Frequenz von einem Megahertz (Radiowelle) hat zum Beispiel etwa die Wellenlänge von 300 Metern.
Bei elektromagnetischen Wellen mit Frequenzen im Gigahertz-Bereich ist die Wellenlänge kleiner, zum Beispiel: Wellenlänge im Mikrowellenherd etwa 12 cm, Wellenlänge beim heimischen Satellitenfernsehempfang etwa 2,5 cm.
Grünes Licht mit einer Wellenlänge von 555 nm hat eine Frequenz von 540 THz, was wiederum einer Energie von 2,2 eV (Elektronvolt) pro Photon entspricht.

### Schallwellen

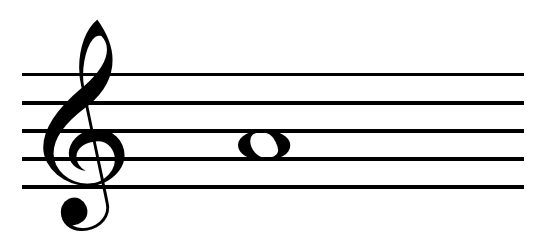
Kammerton a^{1}, Hörbeispiel

Bei einer Flöte oder Pfeife schwingt Luft periodisch. Die Ausbreitungsgeschwindigkeit der Schallwelle liegt etwa bei 343 Metern pro Sekunde (Schallgeschwindigkeit bei 20 °C Lufttemperatur). Die hörbaren Tonfrequenzen liegen im Bereich von etwa 16 Hz bis 20 kHz und entsprechen Wellenlängen von einigen Metern bis zu wenigen Zentimetern. Für Musikaufführungen ist der standardmäßige Kammerton a1 auf 440 Hz festgelegt.